# Державна служба зайнятості
Державна служба зайнятості — централізована система державних установ, діяльність якої спрямовується та координується Міністерством економіки України та фінансується коштом Фонду загальнообов’язкового державного соціального страхування України на випадок безробіття та з інших джерел, не заборонених законодавством.

## Історія
Державна служба зайнятості України була створена на підставі постанови Кабінету Міністрів Української РСР від 21.12.1990 № 381 «Про створення державної служби зайнятості в Українській РСР»  шляхом перебудови діючої на той час служби працевлаштування на спеціалізовану службу, до завдань якої належить забезпечення комплексного розв'язання питань, пов'язаних з регулюванням зайнятості населення, професійною орієнтацією, працевлаштуванням, соціальною підтримкою тимчасово непрацюючих громадян. Основним законодавчим актом, який регулює діяльність Державної служби зайнятості є Закон України «Про зайнятість населення» від 05.07.2012 № 5067-VI.
З набуттям з 01.01.2001 чинності Закону України «Про загальнообов'язкове державне соціальне страхування на випадок безробіття» від 02.03.2000 № 1533-ІІІ на органи Державної служби зайнятості було покладено функції виконавчої дирекції Фонду загальнообов'язкового державного соціального страхування України на випадок безробіття та її робочих органів. У зв'язку з цим, крім реалізації державної політики зайнятості населення, Державна служба зайнятості також здійснює виплату матеріального забезпечення та надання соціальних послуг зі страхування на випадок безробіття і контролює використання роботодавцями та безробітними коштів Фонду загальнообов'язкового державного соціального страхування України на випадок безробіття.
На сьогодні Державна служба зайнятості є активним посередником на ринку праці між роботодавцями і шукачами роботи, яка на безоплатній основі надає послуги із пошуку підходящої роботи та підбору персоналу, а також соціальні послуги з державного соціального страхування на випадок безробіття та здійснює виплату матеріального забезпечення у зв'язку з тимчасовою втратою роботи.
Кадровий потенціал Державної служби зайнятості налічує 6900 працівників, які надають соціальні послуги в близько 500 центрах зайнятості/філіях по всій території країни.

## Структура служби
1. Державний центр зайнятості.
2. Обласні, міські, районні центри зайнятості та філії обласних центрів зайнятості.
3. Центри професійно-технічної освіти Державної служби зайнятості.
4. Заклад післядипломної освіти "Центр підвищення кваліфікації Служби зайнятості".[2]

## Керівниця

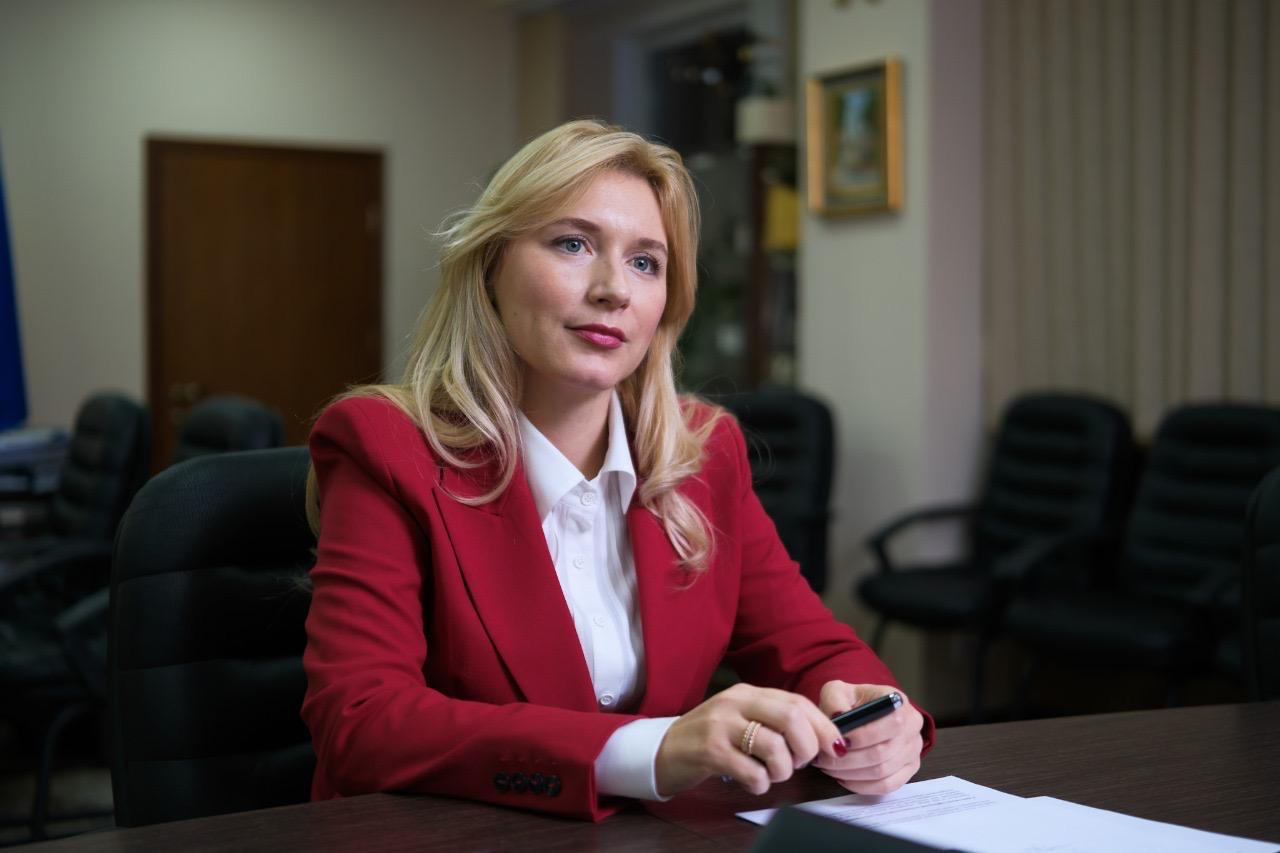
директорка Державної служби зайнятості Юлія Жовтяк

Жовтяк Юлія Сергіївна, директорка Державної служби зайнятості
Народилася у 1983 році в місті Запоріжжя.
У 2005 році закінчила Запорізьку державну інженерну академію за фахом «спеціаліст з обліку і аудиту».
Трудову діяльність розпочала з 2003 року економістом у Філії Банку «Фінанси та Кредит», м. Запоріжжя.
З вересня 2005 року по листопад 2016 року працювала на керівних посадах в філіях Банку «Фінанси та Кредит», ТОВ «Партнер Банк», АТ «Златобанк», ПАТ «Терра Банк», ПАТ «Комерційний банк «Преміум», ПАТ АКБ «Індустріалбанк», м. Київ.
З 22 листопада 2016 року – заступниця голови Державної служби зайнятості (Центрального апарату).
З 01 серпня 2019 року – заступниця директорки Державного центру зайнятості.
З 17 березня 2021 року – директорка Державного центру зайнятості.

## Основні завдання
1) реалізація державної політики у сфері зайнятості населення та трудової міграції, соціального захисту від безробіття;
2) здійснення аналізу стану ринку праці;
3) сприяння громадянам у підборі підходящої роботи;
4) надання роботодавцям послуг із добору працівників;
5) участь в організації проведення громадських та інших робіт тимчасового характеру;
6) сприяння громадянам в організації підприємницької діяльності, зокрема шляхом надання індивідуальних та групових консультацій;
7) участь у реалізації заходів, спрямованих на запобігання масовому вивільненню працівників, профілактика настання страхового випадку, сприяння мобільності робочої сили та зайнятості населення в регіонах з найвищими показниками безробіття, монофункціональних містах та населених пунктах, залежних від містоутворюючих підприємств;
8) організація підготовки, перепідготовки та підвищення кваліфікації безробітних з урахуванням поточної та перспективної потреб ринку праці, підтвердження результатів неформального професійного навчання;
9) проведення професійної орієнтації населення;
10) додаткове сприяння у працевлаштуванні окремих категорій громадян, які неконкурентоспроможні на ринку праці;
11) внесення пропозицій Мінекономіки щодо формування державної політики у сфері зайнятості населення;
12) здійснення контролю за використанням роботодавцями та безробітними коштів Фонду.
Окрім цього, служба забезпечує виконання завдань і функцій у сфері зайнятості населення, трудової міграції та соціального захисту від безробіття, а також функцій виконавчої дирекції Фонду, визначених законами України «Про загальнообов’язкове державне соціальне страхування на випадок безробіття» та «Про зайнятість населення» до внесення змін до цих законів України.
Взаємодіє в установленому порядку з центральними та місцевими органами виконавчої влади, органами місцевого самоврядування, підприємствами, установами та організаціями.
Усі послуги надаються Державною службою зайнятості безоплатно (крім видачі роботодавцям дозволів на застосування праці іноземців та осіб без громадянства).
Інформування населення про діяльність служби зайнятості, законодавство у сфері зайнятості та соціального страхування на випадок безробіття, а також щодо наявних вакансій здійснюється через інтернет-ресурс Державної служби зайнятості (www.dcz.gov.ua).
Державна служба зайнятості здійснює фінансову підтримку роботодавців у створенні нових робочих місць. Створюючи нові робочі місця та працевлаштовуючи на них соціально незахищених безробітних, роботодавець має право на компенсацію єдиного внеску на соціальне страхування. Компенсація також здійснюється суб'єктам малого підприємництва, які створюють нові робочі місця у пріоритетних галузях економіки та працевлаштовують на них безробітних.
Державна служба зайнятості має механізми профілактики настання страхових випадків, що сприяють підтримці роботодавців та недопущенню звільнення працівників, збереженню трудових колективів. Також працівникам, у разі втрати ними частини заробітної плати у зв'язку із зупиненням (скороченням) виробництва продукції, може бути призначена допомога по частковому безробіттю.
З метою підвищення конкурентоспроможності безробітних на ринку праці здійснюється професійна підготовка, перепідготовка та підвищення кваліфікації безробітних на замовлення роботодавців або для проведення підприємницької діяльності за договорами у професійно-технічних та вищих навчальних закладах, на підприємствах, в установах та організаціях або безпосередньо у роботодавців — замовників кадрів, у тому числі в центрах професійно-технічної освіти Державної служби зайнятості.
Для професійного самовизначення громадян здійснюється професійна орієнтація шляхом професійного інформування, професійного консультування та професійного відбору.
З метою підвищення конкурентоспроможності громадян віком понад 45 років здійснюється видача ваучерів на оплату навчання.
В умовах недостатньої кількості наявних вакансій альтернативою постійній зайнятості є тимчасова зайнятість громадян. З метою матеріальної підтримки в період пошуку роботи Державна служба зайнятості залучає безробітних до громадських та інших робіт тимчасового характеру.
Надзвичайно важливим для сучасного ринку праці є створення робочих місць у малому бізнесі. Державна служба зайнятості підтримує безробітних в організації підприємницької діяльності. Попередньо здійснюється навчання безробітних основам ведення бізнесу на спеціалізованих семінарах з підприємництва. Для запровадження власної справи служба зайнятості дає стартовий капітал безробітним, які бажають започаткувати власну справу, здійснюючи одноразово виплату допомоги по безробіттю. Також організовується надання індивідуальних та групових консультацій з ведення власної справи із залученням відповідних компетентних спеціалістів.
Для отримання допомоги у пошуку роботи громадяни можуть звертатися в будь-який зручний для відвідування центр зайнятості — незалежно від зареєстрованого місця проживання чи місця перебування особи.

## Діяльність Державної служби зайнятості для громадян
1. Електронний кабінет шукача роботи – це електронний сервіс для отримання послуг служби зайнятості та необхідної інформації без відвідування центрів зайнятості, що дозволяє підвищити якість обслуговування шукачів роботи, роботодавців та удосконалити комунікації між учасниками ринку праці. Надає можливість зареєстрованому користувачу створити власне резюме, самостійно здійснити підбір роботи, ознайомитись з інформацією про тимчасову зайнятість, дізнатися про можливість професійного навчання, скористатися профорієнтаційною платформою, переглянути відповідну чинну законодавчу базу, отримати інформацію щодо нарахувань та виплат допомоги по безробіттю. Також користувач персонального кабінету, не будучи фізично присутнім у центрі зайнятості, може переглянути дані про заплановані та фактичні відвідування центру зайнятості, дізнатися про заходи, які заплановані у центрах зайнятості та самостійно записатися на ті з них, які зацікавили.
2. Реєстрація у службі зайнятості – отримання статусу безробітного в Дія або реєстрація у службі зайнятості. Дозволяє зареєструйтеся або авторизуйтеся в кабінеті громадянина на порталі Дія за допомогою електронного підпису чи BankID або в електронному кабінеті шукача роботи на веб-сайті Державної служби зайнятості за допомогою електронного підпису. Також реєстрація безробітних здійснюється офлайн у зручному для обслуговування центрі зайнятості.
3. Єдиний портал вакансій –  це найбільша в Україні база кар’єрних можливостей. Щодня на порталі налічується близько 200 тисяч вакансій, які оновлюються в режимі онлайн. Після початку повномасштабного вторгнення в Україну, Державна служба зайнятості оновила ЄПВ новими категоріями, такими, як:  вакансії відновлення – актуальні пропозиції роботи у сфері будівництва, логістики та енергетики; вакансії Сил оборони – пропозиції  як за військовими,  так і за цивільними спеціальностями, які забезпечать підтримку армії в тилу та вакансії для ВПО – добірка  пропозицій роботи з наданням житла від роботодавця. Одразу після модерації вакансія з'явиться на всіх ресурсах ДСЗ, а  фахівці починають підбір кандидатів.
4. Ваучер на навчання – направлення для громадян, які відповідають вимогам (люди після 45 років, учасники(ці) бойових дій, внутрішньо переміщені особи, особи з інвалідністю, тощо) на перепідготовку, спеціалізацію, підвищення кваліфікації за професіями та спеціальностями згідно з пріоритетними видами економічної діяльності, підготовку на наступному освітньо-кваліфікаційному рівні.   Навчання здійснюється професійно-технічними та вищими навчальними закладами, підприємствами, установами та організаціями, які мають ліцензію на провадження діяльності з надання освітніх послуг, за затвердженим Міністерством соціальної політики України переліком професій, спеціальностей, для навчання за якими може бути виданий ваучер. Вибір професії, спеціальності відбувається за переліком, затвердженим Мінсоцполітики.21-річна кондитерка з Рівного відкрила власний цех завдяки державній програмі «Власна справа». Приклад соціальної реклами послуг Державної служби зайнятості5. Грант на власну справу – це безповоротна, безпроцентна державна допомога фізичним особам та суб'єктам господарювання на створення або розвиток власного бізнесу, яка надається Міністерством економіки України, Державною службою зайнятості, АТ «Ощадбанк», АТ КБ «ПриватБанк» та ДП «ДІЯ».   Розмір мікрогранту: від 50 тис. грн та до 150 тис. грн – за умови створення мінімум 1 робочого місця та працевлаштування на нього працівника; 75 тис. грн - за умови реєстрації фізичною особою - підприємцем; до 250 тис. гривень – за умови створення не менше 2 нових робочих місць та працевлаштування на них працівників.  Отримувачі віком від 18 до 25 років мають право на отримання мікрогранту розміром до 150 тисяч гривень.

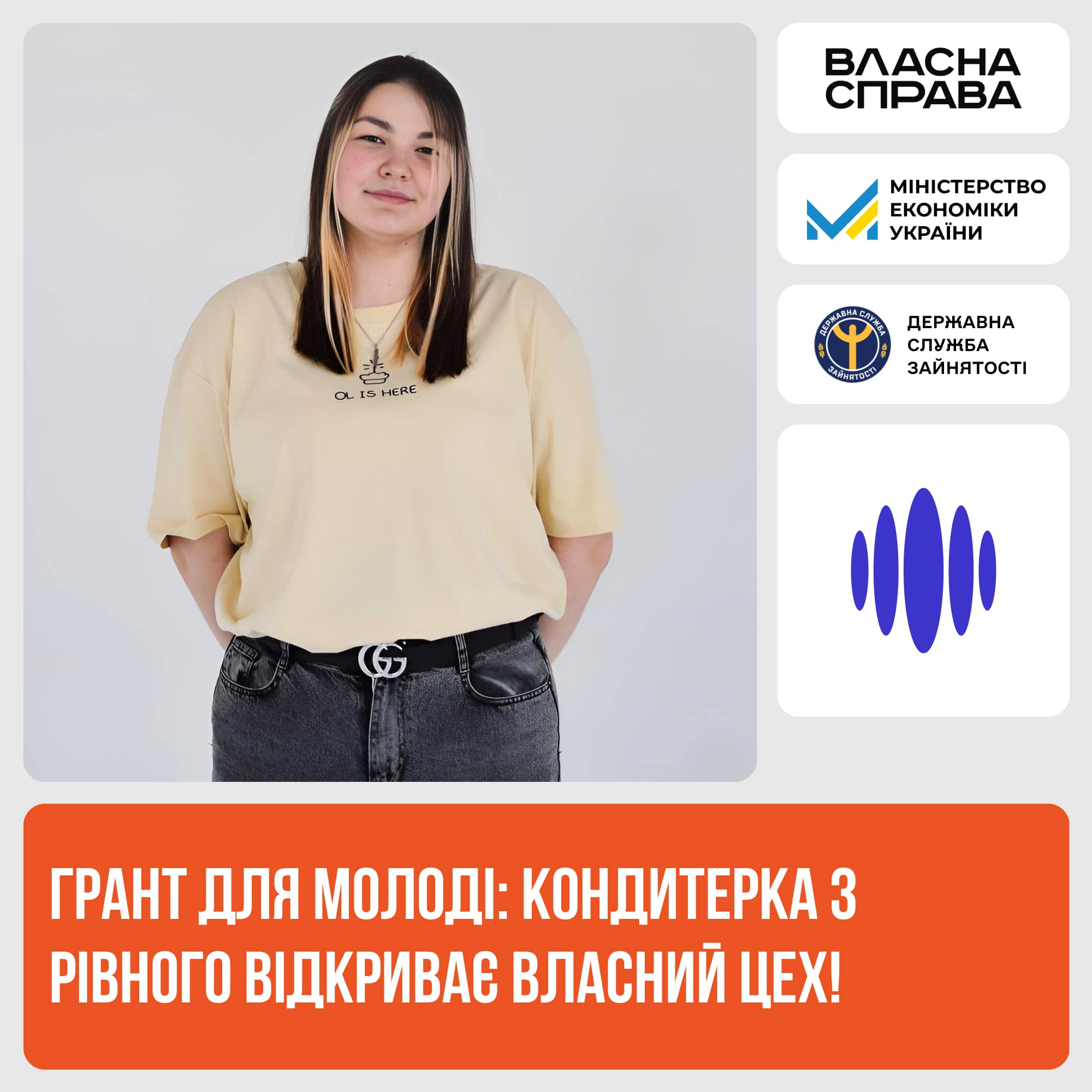
21-річна кондитерка з Рівного відкрила власний цех завдяки державній програмі «Власна справа». Приклад соціальної реклами послуг Державної служби зайнятості

5. Грант на власну справу учасникам бойових дій, особам з інвалідністю внаслідок війни та членам їх сімей – це безповоротна, безпроцентна державна допомога фізичним особам та фізичним особам – підприємцям, які відносяться до вказаних категорій осіб, на створення або розвиток власного бізнесу.
6. Професійна орієнтація – ресурс для школярів та студентів, який дозволяє зрозуміти, який вид професійної діяльності їм більше підходить; допомагає оцінити власні здібності, інтереси, можливості та усвідомлено обрати майбутню професію; оцінити власний потенціал та розробити стратегію кар’єрного зростання.
7. Професійне навчання (перепідготовка) – можливість за рахунок коштів Фонду загальнообов’язкового державного соціального страхування України на випадок безробіття пройти професійне навчання отримавши сертифікат на навчання та сертифікат на проживання в період навчання.
8. Рука допомоги (надання допомоги на здобуття економічної самостійності малозабезпеченої сім'ї) – впровадження стимулюючих механізмів повернення на ринок праці непрацюючих працездатних осіб з числа членів малозабезпечених сімей через надання безповоротної фінансової допомоги (одноразово в безготівковій формі) для створення власної справи.
9. Громадські та інші роботи тимчасового характеру – пошук для громадян робіт в інтересах територіальної громади з метою додаткового стимулювання до праці, матеріальної підтримки безробітних та інших категорій осіб.
10. Суспільно корисні роботи – пошук для громадян робіт, що мають оборонний характер, а також ліквідації надзвичайних ситуацій техногенного, природного та воєнного характеру, які виникли в період воєнного стану, та їх наслідків. задоволення потреб Збройних Сил, інших військових формувань і сил цивільного захисту.
11. Отримання довідок – видача довідок про реєстрацію безробітного та нарахування допомоги по безробіттю, або про те, що особа не зареєстрований(на) як безробітний(на) у службі зайнятості.
12. Безоплатна англійська мова для громадян – Безоплатне вивчення англійської мови на платформі Promova в межах мовної програми Future Perfect із популяризації англійської як мови міжнародного спілкування в Україні, створеної з ініціативи Президента України.

## Діяльність Державної служби зайнятості для роботодавців[5]
1. Електронний кабінет роботодавця – це персональне автоматизоване робоче місце, інформаційно-комунікаційний сервіс, орієнтований на скорочення витрат часу роботодавця для відвідування центру зайнятості.
2. Компенсації за працевлаштування – відшкодування витрат на оплату праці ВПО, зареєстрованих безробітних, зареєстрованих безробітних на нові робочі місця для суб’єктів малого підприємництва, облаштування робочого місця особи з інвалідністю та частини фактичних витрат роботодавця за працевлаштування на нові робочі місця.
3. Допомога по частковому безробіттю – надається центром зайнятості застрахованим особам (працівникам та фізичним особам – підприємцям) у разі втрати ними частини заробітної плати (доходу) у зв’язку із зупиненням (скороченням) виробництва продукції (виконання робіт, надання послуг) з причин економічного, технологічного характеру, виникнення надзвичайної ситуації, введення надзвичайного або воєнного стану, встановлення карантину.
4. Підбір кадрів – для роботодавців створений зручний ресурс для підбору кадрів з числа осіб, які зареєструвалися у службі зайнятості.
5. Дозвіл на застосування праці іноземців та осіб без громадянства – іноземці та особи без громадянства, які прибули в Україну для працевлаштування на визначений строк, приймаються роботодавцями на роботу на підставі дозволу на застосування праці іноземців та осіб без громадянства. Для його отримання роботодавцю необхідно звернутись до регіонального центру зайнятості з необхідним пакетом документів.
6. Посередництво у працевлаштуванні – ведення переліку суб’єктів господарювання, які надають послуги з посередництва у працевлаштуванні, та суб’єктів господарювання, які здійснюють наймання працівників для подальшого виконання ними роботи в Україні в інших роботодавців.
7. Отримання інформації щодо рішення про видачу, продовженні дії, відкликання або внесенні змін до дозволу праці іноземців.
8. Опитування роботодавців, обробка отриманої інформації та покращення роботи з
9. Надання всіх форм звітності для зручної роботи роботодавців
10. Грант на виробництво переробної промисловості – надання мікрогранту роботодавцям на створення або розвиток виробництва переробної промисловості. Даний грант передбачає створення від 5-25 робочих місць залежно від розміру виплати, здійснення діяльності не менше 3 років, сплату податків в бюджет, зокрема, за працевлаштування робітників.

## Зроблено в Україні

Офіс «Зроблено в Україні» у місті Дрогобич на базі місцевої філії Львівського обласного центру зайнятості

Економічна платформа «Зроблено в Україні» стартувала у березні 2024 року і з того часу допомагає залучати інвестиції для розвитку українських виробників, призводить до збільшення виробництва продукції із високою доданою вартістю та сприяє росту попиту на українські товари.  80 офісів «Зроблено в Україні» було відкрито у перший рік роботи в центрах зайнятості Державної служби зайнятості по всій Україні. За 9 місяців 2024 року в офіси «Зроблено в Україні» звернулось понад 22 тис людей:  ФОП – 11012 осіб (49,84%); фізичні осіб – 9027 осіб та представники юридичних осіб – 2056 осіб.
Фахівцями служби зайнятості у перший рік роботи було надано майже 27 тисяч консультацій:  53% – з питань отримання грантів за програмою єРобота і 30% – щодо підбору персоналу та інших програм зайнятості.
Офіси «Зроблено в Україні» забезпечують комплексний підхід до інформування та консультування з питань урядових і регіональних програм розвитку підприємництва, а також підтримки малого й мікробізнесу.
Підтримка охоплює всі етапи розвитку бізнесу — від генерації ідеї та її опрацювання до повної реалізації у вигляді успішного проєкту. Окрім цього, в офісах можна отримати інформацію про можливості, які служба зайнятості пропонує представникам малого й мікробізнесу. 
Станом на початок 2025 року було відкрито 80 офісів «Зроблено в Україні» на базі мережі Державної служби зайнятості. 

## Регіональні центри зайнятості

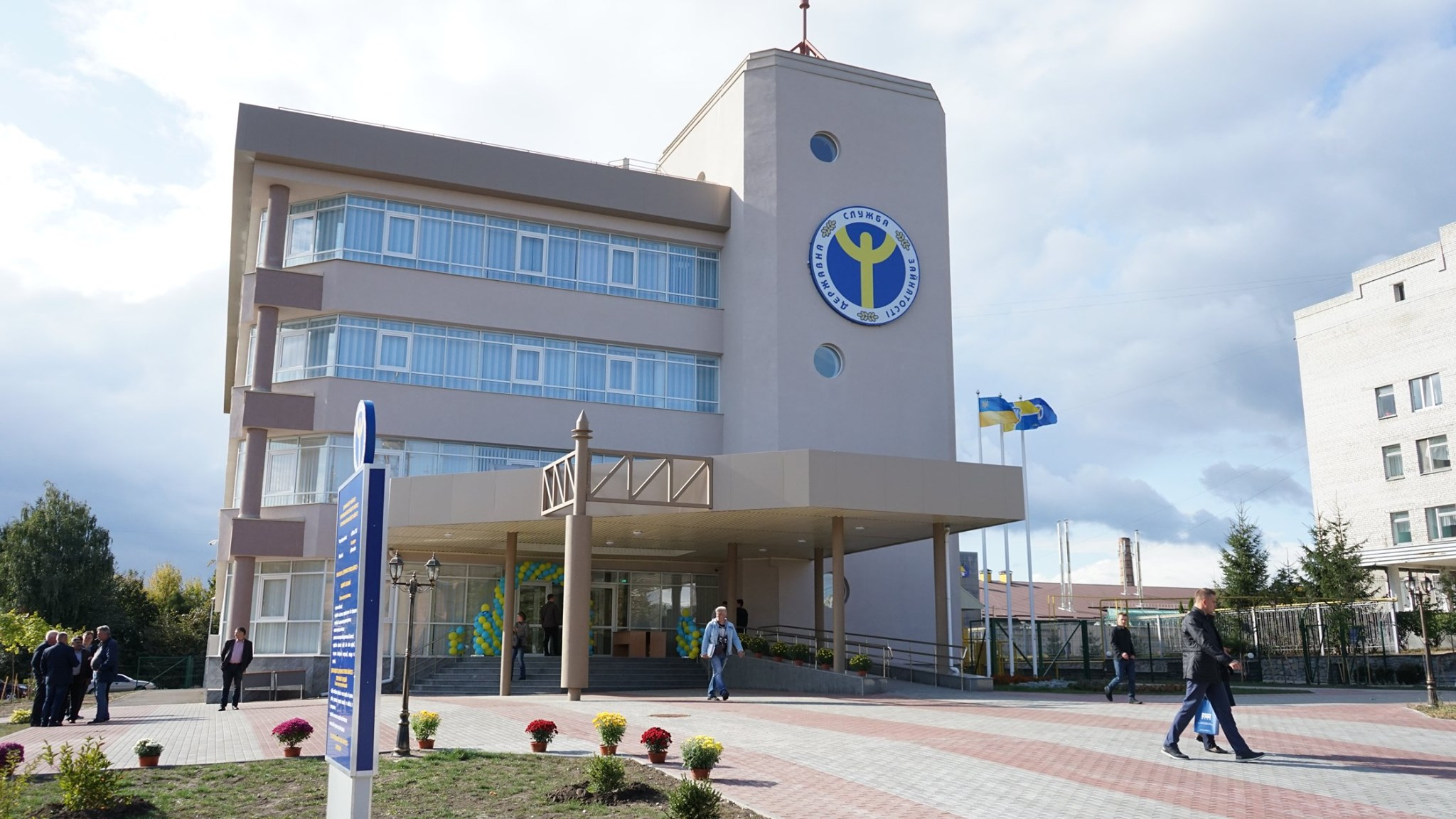
Центр зайнятості у місті Житомир

- Вінницький обласний центр зайнятості (21009, м. Вінниця, вул. Стрілецька, 3-а), в.о. директора Бамбура Геннадій Васильович
- Волинський обласний центр зайнятості (43025, м. Луцьк, вул. Богдана Хмельницького, 3-а), директор Куцин Алла Миколаївна
- Дніпропетровський обласний центр зайнятості (49006, м. Дніпро, просп. Л.Українки, 4), директор Кузнецова Вікторія Петрівна
- Донецький обласний центр зайнятості (84331, м. Краматорськ, бульв. Краматорський, 41), в.о. директора Адамова Наталя Миколаївна
- Житомирський обласний центр зайнятості (10001, м.Житомир, вул. Київська, 83), директор Корінна Галина Віталіївна
- Закарпатський обласний центр зайнятості (88018, м. Ужгород, вул. Новака, 45), в.о. директора Білецька Беатриса Емельянівна
- Запорізький обласний центр зайнятості (69126, м. Запоріжжя, вул. Незалежної України, 56-а), директор Бойко Зінаїда Михайлівна
- Івано-Франківський обласний центр зайнятості (76002, м. Івано-Франківськ, вул. Деповська, 89-а), директор Цимбалюк Василь Дмитрович
- Київський міський центр зайнятості (01033, м. Київ, вул. Жилянська, 47-б), директор Новицький Дмитро Ярославич
- Київський обласний центр зайнятості (02100, м. Київ, пров. Будівельників, 5-а), директор Дармостук Денис Георгійович
- Кіровоградський обласний центр зайнятості (25015, м. Кропивницький, вул. Леоніда Куценка, 12), директор Колесник Лілія Анатоліївна
- Луганський обласний центр зайнятості, директор Болотський Сергій Володимирович
- Львівський обласний центр зайнятості (79033, м. Львів, вул. Бортнянського, 11-а), директор Барилюк Василь Несторович
- Миколаївський обласний центр зайнятості (54001, м. Миколаїв, вул. Вадима Благовісного, 68), директор Оборонько Дмитро Миколайович
- Одеський обласний центр зайнятості (65007, м. Одеса, вул. Адмірала Лазарєва, 10), директор Коренєв Микита Сергійович
- Полтавський обласний центр зайнятості (36039, м. Полтава, вул. Сінна, 45), директор Клавдієва Катерина Данилівна
- Рівненський обласний центр зайнятості (33013, м. Рівне, вул. Кавказька, 9-а), директор Плютинська Надія Богданівна
- Сумський обласний центр зайнятості (40000, м. Суми, майдан Незалежності, 3-1), директор Чепульський Леонід Леонідович
- Тернопільський обласний центр зайнятості (46007, м. Тернопіль, вул. Текстильна, 1-б), директор Городецький Микола Ярославович
- Харківський обласний центр зайнятості (61068, м. Харків, вул. Громадського Олега, 1-а), директор Котуков Олександр Анатолійович
- Херсонський обласний центр зайнятості (73027, м. Херсон, вул. Стрітенська, 7-а), директор Ніколаєва Тетяна Вячеславівна
- Хмельницький обласний центр зайнятості (29000, м. Хмельницький, пров. Шевченка, 10), директор Бандирський Віталій Анатолійович
- Черкаський обласний центр зайнятості (18008, м. Черкаси, вул. Володимира Ложешнікова, 56), директор Джур Олександр Вікторович
- Чернівецький обласний центр зайнятості (58002, м. Чернівці, вул. Університетська, 31), директор Кожолянко Любов Мирославівна
- Чернігівський обласний центр зайнятості (14000, м. Чернігів, вул. Коцюбинського, 40), директор Ключник Людмила Анатоліївна

## Список приміток
1. ↑  Про затвердження Положення про Державну службу зайнятості. Офіційний вебпортал парламенту України (укр.). Процитовано 6 грудня 2024.
2. ↑  ЗПО ЦПКСЗ — Центр підвищення кваліфікації служби зайнятості (рос.). Процитовано 14 січня 2025.
3. ↑  Державна служба зайнятості. www.dcz.gov.ua. Процитовано 14 січня 2025.
4. ↑  Про затвердження Положення про Державну службу зайнятості. Офіційний вебпортал парламенту України (укр.). Процитовано 14 січня 2025.
5. ↑  Державна служба зайнятості. www.dcz.gov.ua. Процитовано 14 січня 2025.
6. ↑  Зроблено в Україні. nuxt-project (укр.). Процитовано 14 січня 2025.
7. ↑  Державна служба зайнятості. www.dcz.gov.ua. Процитовано 14 січня 2025.